# محطة رأس لفان للطاقة
محطة رأس لفان للطاقة أو كما يُطلق عليها بمحطة رأس قرطاس للطاقة هي محطة لتوليد الطاقة الكهربية وتحلية المياه أيضًا، وتقع في مدينة رأس لفان الصناعية في قطر.
وتم تركيبها وإنشائها من قِبل شركة ميتسوبيشي للصناعات الثقيلة لتصل إجمالي الطاقة الكهربية المُنتجة منها إلي 2,730 ميجاواط وهي تحتوي علي ثماني وحدات من التربينات الغازية وأربع وحدات من التربينات البخارية.
وتم وضع حجر الأساس لإنشاء المحطة في الرابع من مايو لعام 2009، وتم افتتاح المحطة في 31 مايو عام 2011 بحضور الأمير الشيخ حمد بن خليفة آل ثاني وتكلفت عمليات إنشاء المحطة 3.9 مليار دولار، وبمجرد الانتهاء من الإنشاء تُنتج المحطة ما يقرب من 286,000 متر مكعب يوميًا من المياه المحلاة ، وتُستخدم عشرة وحدات لتحلية المياه من نوع التأثير المزودج للبخار الحراري المضغوط لتحلية المياه وتم تركيبها بواسطة شركة سيديم.
ويتم تشغيل المحطة من قبل شركة رأس قرطاس للطاقة وتملُكها المؤسسة العامة القطرية للكهرباء والماء (كهرماء) بنسبة 45% و شركة قطر للبترول بنسبة 15% وشركة إنجي بنسبة 20% وشركة ميتسوي بنسبة 10% و شركة تشوبو للطاقة الكهربائية بنسبة 5% وشركة شكوكو للكهرباء بنسبة 5%.